# Oxycera ochracea
Oxycera ochracea är en tvåvingeart som först beskrevs av Vallant 1950.  Oxycera ochracea ingår i släktet Oxycera och familjen vapenflugor.
Artens utbredningsområde är Algeriet. Inga underarter finns listade i Catalogue of Life.